# Vĩnh Yên
Vĩnh Yên es una ciudad ubicada al norte de Vietnam entre las ciudades de Hanói y Hué, capital de la provincia de Vĩnh Phúc, en la región del delta del río Rojo.
En 1950 las fuerzas francesas a las órdenes del mariscal Jean marie De Lattre de Tassigny establecieron una base que fue atacada por el Viet Minh, resultando estos últimos derrotados en la llamada Batalla del delta del río Rojo.

## Clima
| Parámetros climáticos promedio de Vĩnh Yên                    | Parámetros climáticos promedio de Vĩnh Yên | Parámetros climáticos promedio de Vĩnh Yên | Parámetros climáticos promedio de Vĩnh Yên | Parámetros climáticos promedio de Vĩnh Yên | Parámetros climáticos promedio de Vĩnh Yên | Parámetros climáticos promedio de Vĩnh Yên | Parámetros climáticos promedio de Vĩnh Yên | Parámetros climáticos promedio de Vĩnh Yên | Parámetros climáticos promedio de Vĩnh Yên | Parámetros climáticos promedio de Vĩnh Yên | Parámetros climáticos promedio de Vĩnh Yên | Parámetros climáticos promedio de Vĩnh Yên | Parámetros climáticos promedio de Vĩnh Yên |
| Mes                                                           | Ene.                                       | Feb.                                       | Mar.                                       | Abr.                                       | May.                                       | Jun.                                       | Jul.                                       | Ago.                                       | Sep.                                       | Oct.                                       | Nov.                                       | Dic.                                       | Anual                                      |
| ------------------------------------------------------------- | ------------------------------------------ | ------------------------------------------ | ------------------------------------------ | ------------------------------------------ | ------------------------------------------ | ------------------------------------------ | ------------------------------------------ | ------------------------------------------ | ------------------------------------------ | ------------------------------------------ | ------------------------------------------ | ------------------------------------------ | ------------------------------------------ |
| Temp. máx. abs. (°C)                                          | 31.4                                       | 33.1                                       | 36.3                                       | 37.9                                       | 41.1                                       | 40.2                                       | 39.2                                       | 38.1                                       | 36.7                                       | 34.4                                       | 33.9                                       | 31.5                                       | 41.1                                       |
| Temp. máx. media (°C)                                         | 19.8                                       | 20.5                                       | 23.3                                       | 27.5                                       | 31.7                                       | 33.0                                       | 33.1                                       | 32.4                                       | 31.6                                       | 29.2                                       | 25.7                                       | 22.3                                       | 27.5                                       |
| Temp. media (°C)                                              | 16.6                                       | 17.5                                       | 20.3                                       | 24.1                                       | 27.6                                       | 28.9                                       | 29.2                                       | 28.6                                       | 27.6                                       | 25.0                                       | 21.7                                       | 18.2                                       | 23.8                                       |
| Temp. mín. media (°C)                                         | 14.4                                       | 15.6                                       | 18.4                                       | 21.8                                       | 24.6                                       | 26.0                                       | 26.2                                       | 25.9                                       | 24.8                                       | 22.2                                       | 18.7                                       | 15.5                                       | 21.2                                       |
| Temp. mín. abs. (°C)                                          | 3.7                                        | 5.0                                        | 7.7                                        | 13.2                                       | 16.3                                       | 20.4                                       | 21.1                                       | 21.8                                       | 17.4                                       | 13.1                                       | 8.9                                        | 4.4                                        | 3.7                                        |
| Precipitación total (mm)                                      | 21                                         | 24                                         | 39                                         | 101                                        | 177                                        | 252                                        | 252                                        | 298                                        | 185                                        | 135                                        | 54                                         | 17                                         | 1555                                       |
| Días de precipitaciones (≥ 1 mm)                              | 10.5                                       | 11.5                                       | 15.1                                       | 14.2                                       | 14.6                                       | 15.3                                       | 16.9                                       | 17.1                                       | 13.0                                       | 10.1                                       | 7.8                                        | 5.3                                        | 151.3                                      |
| Horas de sol                                                  | 71                                         | 51                                         | 54                                         | 97                                         | 189                                        | 177                                        | 202                                        | 191                                        | 193                                        | 176                                        | 144                                        | 126                                        | 1670                                       |
| Humedad relativa (%)                                          | 80.7                                       | 82.3                                       | 84.7                                       | 84.5                                       | 80.8                                       | 81.0                                       | 81.3                                       | 83.5                                       | 81.8                                       | 80.3                                       | 78.8                                       | 78.2                                       | 81.5                                       |
| Fuente: Vietnam Institute for Building Science and Technology |                                            |                                            |                                            |                                            |                                            |                                            |                                            |                                            |                                            |                                            |                                            |                                            |                                            |